# Schloss Greyerz
Das Schloss Greyerz (französisch: Château de Gruyères) ist ein Schloss im Städtchen Greyerz im Schweizer Kanton Freiburg.

## Anlage
Das Schloss der ehemaligen Grafen überragt die heutige Kleinstadt, die früher das Zentrum der Grafschaft Greyerz im oberen Saanetal war. Die Grafschaft genoss in ihrer abgeschiedenen Lage lange eine weitgehende Unabhängigkeit, kam aber im Jahr 1244 unter Graf Rudolf III. von Greyerz unter die Lehnshoheit Savoyens. Das Schloss wurde zwischen 1270 und 1282 im Stil savoyischer Befestigungsanlagen errichtet.

## Geschichte
Im 10. Jahrhundert gehörte das Gebiet der Grafschaft Greyerz zum Königreich Burgund. Der erste namentlich bekannte Graf von Greyerz war Wilhelm I., der um 1100 zusammen mit zahlreichen jungen Männern aus Gruyères an den Kreuzzügen teilnahm.
Der letzte gräfliche Besitzer des Schlosses, Graf Michael von Greyerz, ging 1554 bankrott. Die Städte Bern und Freiburg im Üechtland, die seinen aufwändigen Lebensstil finanziert hatten, konnten die Grafschaft unter sich aufteilen. Das Schloss kam an Freiburg und wurde von 1555 bis 1814 zum Sitz der Freiburger Landvögte.
Bis 1848 war das Schloss dann Amtssitz des Präfekten, bevor es 1849 an die Familie Bovy aus Genf verkauft wurde. Die Bovy luden zahlreiche Künstler auf ihr Schloss ein, darunter den Genfer Maler Barthélemy Menn, sowie 1854 Gustave Courbet, und in den Jahren 1855 bis 1861 Camille Corot, der mit Menn und weiteren Künstlern einen Saal ausmalte. Auguste Baud-Bovy, selbst ein Angehöriger der Eigentümerfamilie, schuf in der Umgebung des Schlosses zahlreiche seiner Werke. Später ging das Schloss durch Heirat in den Besitz der Familie Balland über, die es ebenfalls als Sommerresidenz nutzte.

## Heutige Nutzung
Im Jahre 1938 kaufte der Kanton Freiburg das Schloss zurück und nutzte es als Museum. Seit 1993 kümmert sich eine Stiftung um die Erhaltung der Burganlage und die Präsentation der Kunstsammlungen.
Das Schloss beherbergt eine interessante Sammlung fantastischer Kunst internationaler Künstler.